# Michael John Smith
Michael John Smith   (Beaufort, 30 d'abril de 1945 - 28 de gener de 1986) conegut habitualment com a Mike Smith fou un astronauta estatunidenc, pilot del transbordador espacial Challenger quan fou destruït durant la missió STS-51-L, quan va esclatar després de 73 segons de vol, i a una altitud de 14,6 km, causant la mort dels set membres de la tripulació. La veu de Smith va ser l'última que es va sentir a la gravadora de veu del Challenger. Tenia un Màster en Ciències i llicenciat en Enginyeria Aeronàutica.
Smith nasqué a Beaufort (Carolina del Nord) on hi ha un aeròdrom anomenat en honor seu. Es graduà a l'Acadèmia Naval dels Estats Units el 1967 i serví a la guerra del Vietnam com a pilot de caça, aconseguint nombroses decoracions de combat, incloent-hi la Creu dels Vols Distingits. Després de la guerra continuà la seva carrera a la marina, fent de pilot de proves de la marina; el Congrés el promogué pòstumament al rang de capità, i l'Escola de Postgraus de la Marina dels Estats Units té una càtedra que duu el seu nom. Entre les seves altres condecoracions pòstumes hi ha la medalla del Cor Porpra. Durant la seva estada a la marina va volar 28 tipus diferents d'avions civils i militars, acumulant 4.867,7 hores de temps de vol.
Smith va ser seleccionat per al programa d'astronautes el maig de 1980; Va servir com a comandant al Shuttle Avionics Integration Laboratory (SAIL), cap adjunt de la divisió d'operacions d'aeronaus, assistent tècnic del director, Direcció d'operacions de vol, i també va ser assignat al grup de desenvolupament i proves de l'oficina d'astronautes. A més de ser pilot del Challenger, havia estat programat per pilotar una futura missió Shuttle (STS-61-I) que s'havia programat per a la tardor de 1986. La veu de Smith va ser l'última que es va sentir a la gravadora de la coberta de vol a bord. Challenger; el seu comentari final va ser "Uh oh".